# Paul Lasike
Pas d'image ? Cliquez ici

a Compétitions nationales et continentales officielles uniquement.

b Matchs officiels uniquement.
Dernière mise à jour le 13 mars 2025.
(en) Statistiques sur pro-football-reference
Paul Lasike, né le 18 juin 1990 à Auckland (Nouvelle-Zélande), est un joueur de football américain puis de rugby à XV américain d'origine néo-zélandaise évoluant au poste de centre. Il joue avec l'équipe des États-Unis depuis 2018, et avec le club américain des Warriors de l'Utah en Major League Rugby depuis 2022. Il mesure 1,80 m pour 113 kg.

## Biographie

### Jeunesse
Paul Lasike naît à Auckland en Nouvelle-Zélande, et est le neuvième enfant sur dix d'une famille mormone d'origine tongienne. En grandissant, il joue au rugby à XV et à XIII avec les équipes jeune de la province de Waikato,. Pendant cette période, il participe aux camps d’entraînements de la sélection néo-zélandaise des moins de 17 ans, aux côtés de futurs All Blacks comme Julian Savea ou Charlie Ngatai.
À l'âge de 18 ans, il met le rugby de côté pour devenir missionnaire mormon pour une mission de deux ans. Il est alors envoyé aux États-Unis, à Birmingham en Alabama, où il prêche et assiste la population. Après cela, il rejoint l'université Brigham Young dans l'Utah, avec qui il pratique le rugby de 2009 à 2014.

### Carrière en football américain
En 2012, il décide d'essayer le football américain avec l'équipe de son université. Grâce à ses qualités athlétiques, il se spécialise au poste de running back, et joue avec les Cougars de BYU en NCAA dès sa seconde saison dans ce sport.
En mai 2015, il rejoint en tant qu'agent libre la franchise des Cardinals de l'Arizona en NFL. En septembre de la même année, il n'est pas conservé dans la liste de joueurs pour la saison NFL 2015, et quitte la franchise.
Peu de temps après son départ des Cardinals, il est recruté par les Bears de Chicago pour rejoindre leur effectif d'entrainement, mais son contrat est finalement annulé pour des problèmes de visa (Lasike étant encore citoyen néo-zélandais). Il est à nouveau recruté dans le groupe d'entrainement deux semaines plus tard, où il passe le reste de la saison 2015 de NFL, avant de signer un contrat pour la saison NFL 2016 en janvier 2016. Il est ensuite retenu dans la liste finale de 53 joueurs des Bears pour la saison 2016, mais alterne régulièrement entre le groupe d'entrainement et de match tout le long de l'année,. Il joue dix matchs avec les Bears au cours de la saison. En mai 2017, il est finalement libéré par les Bears, et lassé par l'instabilité du métier, il décide de mettre un terme à sa carrière de footballeur professionnel,.

### Carrière en rugby à XV
Après la fin de sa carrière dans le football américain, il travaille pendant un moment comme maçon, avant d'être contacté par l'équipe de son ancienne université pour qu'il retourne pratiquer le rugby,. Il accepte, et après quelques matchs avec Brigham Young, il est recruté par l'équipe des Warriors de l'Utah dans le tout nouveau championnat professionnel Major League Rugby pour la saison 2018,.
Avant même son premier match de rugby au niveau professionnel, il est sélectionné avec l'équipe des États-Unis de rugby à XV en février 2018 en vue de l'Americas Rugby Championship 2018. Il connait sa première sélection le 17 février 2018 contre l'équipe du Chili à Fullerton. Remplaçant au coup d'envoi, il entre en jeu en seconde mi-temps et inscrit un essai.
Avec les Utah Warriors, il dispute sept matchs et inscrit un essai, et ses performances font qu'il est nommé dans la dream team de la saison de la MLR,.
En juin 2018, il est à nouveau sélectionné avec les Eagles, et se fait particulièrement remarquer lors de la victoire historique contre l'Écosse à Houston, où sa puissance physique fait des ravages,.
Dans la foulée de ses performances au niveau international, il rejoint le club anglais des Harlequins en Premiership à partir de la saison 2018-2019,,.
En septembre 2019, il est retenu dans le groupe de 31 joueurs américains sélectionné pour disputer la Coupe du monde au Japon,. Il joue trois matchs lors de la compétition, et inscrit un essai face à l'Argentine.
Avec les Harlequins, il effectue une bonne saison en saison 2019-2020, jouant douze rencontres et inscrivant cinq essais. Dans la foulée, il prolonge son contrat avec le club londonien. Il est cependant moins utilisé les saisons suivantes, notamment à cause de l'arrivée d'André Esterhuizen à son poste. En février 2022, il est prêté aux London Scottish en deuxième division, avec qui il joue trois matchs.
À la fin du mois de février 2022, il annonce qu'il quitte les Harlequins pour des raisons personnelles, et fait dans la foulée son retour en MLR avec les Warriors de l'Utah,.

## Palmarès

### En club
- Vainqueur du Championnat d'Angleterre en 2021 avec les Harlequins

### En équipe nationale
- Vainqueur de l'Americas Rugby Championship en 2018.

## Statistiques
- 19 sélections avec l'équipe des États-Unis depuis 2018 (dont 17 titularisations)[2].
- 30 points (6 essais)
- Sélections par année : 9 en 2018, 10 en 2019.